# Щ-407
«Щ-407» — советская дизель-электрическая торпедная подводная лодка, принадлежит к серии X-бис проекта Щ — «Щука».

## История строительства
Лодка была заложена 24 апреля 1939 года на заводе № 194 «им. А. Марти» в Ленинграде под строительным номером 512, спущена на воду 4 июня 1940 года, 10 сентября 1941 года вступила в строй и вошла в состав КБФ.

## История службы

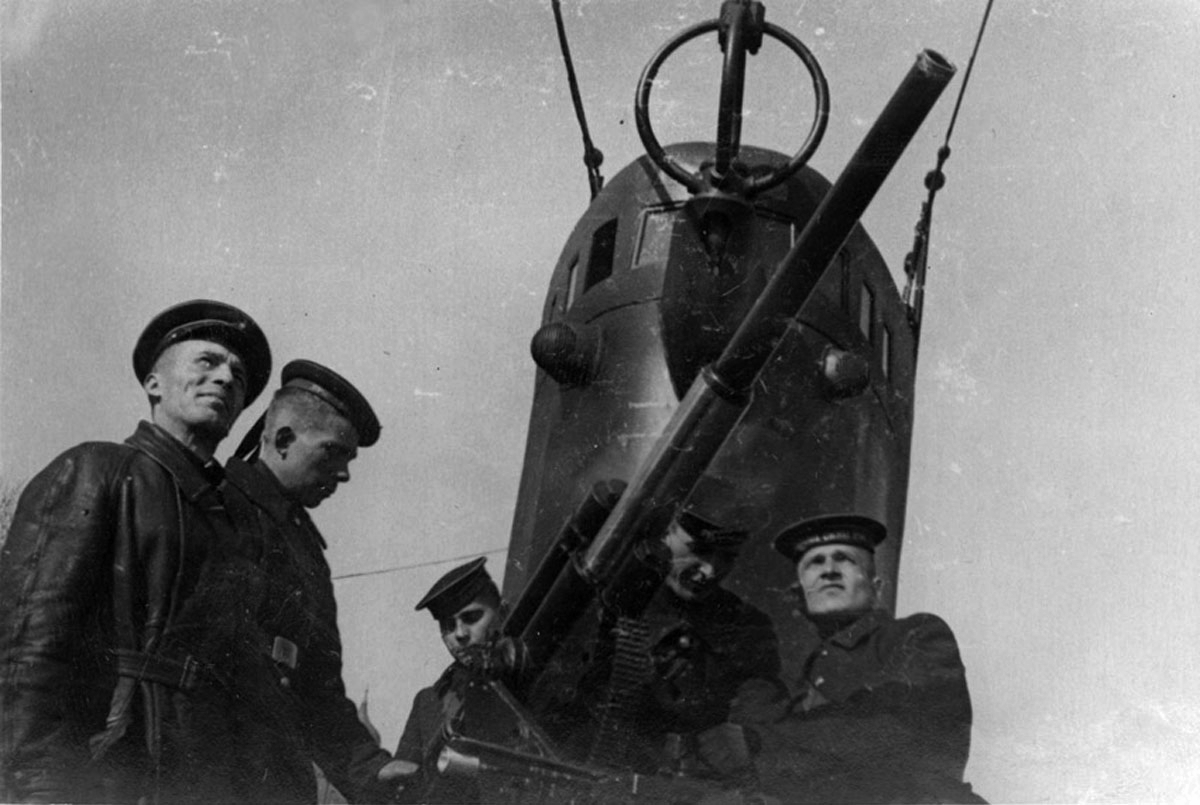
Учения артиллерийского расчёта Щ-407, 17 апреля 1942 года

Участвовала в Великой Отечественной войне, встретила её в учебной бригаде, была введена в строй в короткие сроки. В 1942 году командир за пьянство снят с должности с понижением. Экипаж для лодки всё ещё не был готов, и потому было принято решение перевести на неё в полном составе экипаж под командованием В. К. Афанасьева с Щ-318, находившейся в длительном ремонте. В первом походе перенесла множество трудностей, в 1943 году, когда Финский залив был заблокирован, В. Афанасьев был снят с должности, и его место занял П. И. Бочаров, переведённый с Тихоокеанского флота. Под его командованием лодка добилась двух побед, в том числе потопила огромный транспорт «Seeburg», служивший немецким подводникам учебной целью и ставший третьим по величине судном, потопленным советскими подводниками, после двух громких побед С-13.
Всего за время войны выполнила 5 боевых походов, в которых провела 149 суток. Совершила 10 торпедных атак, в которых потопила два судна.
- 6 октября 1944 года трёхторпедным залпом потопила немецкий транспорт «Nordstern» (1127 брт).
- 4 декабря 1944 года двухторпедным залпом потопила немецкий транспорт «Seeburg» (12181 брт).

После войны переименована в С-407, была в боевом строю до 1959 года, после чего разделана на металл.

## Командиры
1. Морозов П. А. (28.12.1940-14.01.1942)
2. Афанасьев В. К. (20.08.1942-23.06.1943)
3. Бочаров П. И. (23.06.1943-03.1946)
4. Петелин А. И. (08.1948-03.1950)